# Balogh Etel
Balogh Etel, Balog, R. Balogh Etel, T. Balogh Etel, Balogh Glück Etel, Glück Eszter (Szina, 1865. október 9. – Budapest, 1943. április 14.) színésznő, szociális testvér.

## Életútja
Glück Ármin és Wohl Magdolna leányaként született. 1884. október 1-jén lépett színpadra, Feleky Miklósnál. Egy év múlva Csóka Sándor társulatának volt a tagja, akinél 1891-ig működött. 1886. január havában Kolozsvárott Rónai Gyula felesége lett, 1888. június 9-én mint vendég fellépett a Népszínházban, a Strogoff Mihály című színmű Nádia szerepében, amikor ezt a kritikát kapta: »Szép megjelenés, eleven temperamentum és rokonszenves természetesség qualifikálják arra a szerepkörre, mely a Népszínházban olyan hézagos képviselettel bír.« (Pesti Hirlap). Később férje mellett Szegeden a nagy drámai hősnőket játszotta. 1899-ben Kassán játszott a nyári színkörben, Leszkay András társulatának is tagja volt, amelyet 1900 virágvasárnapján hagyott ott többedmagával. 1904 elején visszavonult a színpadtól, s férjének szerbkeresztúri birtokán élt.
1899. június havában Toponárszky Uros (1852 k.–1908) szerbkeresztúri községi jegyzővel jegyben járt, majd házasságot kötöttek, végül 1908-ban megözvegyült tőle. Egyik alapítója volt a Szociális Testvérek Társaságának.